# Albanië op het Eurovisiesongfestival 2009
Albanië deed mee aan het Eurovisiesongfestival 2009 in Moskou, Rusland. Het was de 6de deelname van het land op het Eurovisiesongfestival. De artiest werd gezocht via het jaarlijkse Festivali i Këngës. RTSH is verantwoordelijk voor de Albanese bijdrage voor de editie van 2009.

## Festivali i Këngës 2008
In tegenstelling tot vorige jaren, werden de halve finales aangepast. 
Nu zouden er 20 halvefinalisten die op 2 avonden hun lied zouden brengen. De eerste avond gebeurde dit door henzelf en de tweede avond tezamen met een bekende artiest.
Alle 20 liedjes kwamen ook in actie in de finale en daaruit werd de winnaar gekozen.

### Halve finales

#### Eerste halve finale
| Startplaats | Artiest                       | Lied                          | Composer                                    |
| ----------- | ----------------------------- | ----------------------------- | ------------------------------------------- |
| 1           | Dorina Garuci                 | "Dite një jetë"               | Dorian Nini, Pandi Laço                     |
| 2           | Endri & Stefi Prifti          | "Ti bere faj"                 | Josif Minga, Skender Rusi                   |
| 3           | Evis Mula                     | "Unë jam dashuria"            | Luan Zhegu, Agim Doçi                       |
| 4           | Juliana Pasha & Luiz Ejlli    | "Nje jetë"                    | Shpetim Saraçi, Turian Hyskaj               |
| 5           | West Side Family              | "Jehonë"                      | Dr. Flori, Klodian Qafoku                   |
| 6           | Shpat Kasapi                  | "Aromë mediterane"            | Gent Myftarai, Pandi Laço                   |
| 7           | Kejsi Tola                    | "Më merr në ëndërr"           | Edmond Zhulali, Agim Doçi                   |
| 8           | Marjeta Billo                 | "Era e tokës"                 | Adrian Hila, Pandi Laço                     |
| 9           | Rovena Dilo & Eugent Bushpepa | "S'jam balade"                | Armend Rexhepagiqi, Aida Baraku             |
| 10          | Agim Poshka                   | "Fajtor për ngrohjen globale" | Agim Poshka, Olsen Maze                     |
| 11          | Julian Lekoçaj                | "Nuk je ti"                   | Julian Lekoçaj                              |
| 12          | Burn                          | "Jam i pari i jettes sime"    | Stivart Cela & Renis Gjoka, Big Basta       |
| 13          | Erga Halilaj                  | "Dikush mungon"               | Kristi Popa, Florion Zyko                   |
| 14          | Emi Bogdo                     | "Kur buzet henen e kafshojn"  | Emi Bogdo, Klodian Qafoku                   |
| 15          | Kujtim Prodani                | "Nostalgji"                   | Kujtim Prodani, Agim Doci                   |
| 16          | Adelina Thaci                 | "Oret e fundit"               | Alfred Kacinari                             |
| 17          | Era Rusi                      | "Shpirt i humbur"             | Arsen Nasi & Bledar Skenderi, Irma Libohova |
| 18          | Vedat Ademi                   | "Po me prite ti"              | Kledi Bahiti, Alban Male                    |
| 19          | Besa Kokedhima                | "Ajer"                        | Alban Male, Olti Curri                      |
| 20          | Soni Malaj                    | "Zona zero"                   | Florian Mumajesi                            |

#### Tweede halve finale
| Startplaats | Artiest                                      | Lied                          | Composer                                    |
| ----------- | -------------------------------------------- | ----------------------------- | ------------------------------------------- |
| 1           | Marjeta Billo & Olta Boka                    | "Era e tokës"                 | Adrian Hila, Pandi Laço                     |
| 2           | Besa Kokedhima & Jacky Dachum                | "Ajer"                        | Alban Male, Olti Curri                      |
| 3           | Shpat Kasapi & Adelina Tahiri                | "Aromë mediterane"            | Gent Myftarai, Pandi Laço                   |
| 4           | Emi Bogdo & Xhoi                             | "Kur buzet henen e kafshojn"  | Emi Bogdo, Klodian Qafoku                   |
| 5           | Evis Mula & Erti Hizmo                       | "Unë jam dashuria"            | Luan Zhegu, Agim Doçi                       |
| 6           | Era Rusi & Irma Libohova                     | "Shpirt i humbur"             | Arsen Nasi & Bledar Skenderi, Irma Libohova |
| 7           | Rovena Dilo, Eugent Bushpepa & Jonida Maliqi | "S'jam balade"                | Armend Rexhepagiqi, Aida Baraku             |
| 8           | Endri, Stefi & Maria Prifti                  | "Ti bere faj"                 | Josif Minga, Skender Rusi                   |
| 9           | Juliana Pasha, Luiz Ejlli & Produkt 28       | "Nje jetë"                    | Shpetim Saraçi, Turian Hyskaj               |
| 10          | Erga Halilaj & Kristi Popa                   | "Dikush mungon"               | Kristi Popa, Florion Zyko                   |
| 11          | Kejsi Tola & Flaka Krelani                   | "Më merr në ëndërr"           | Edmond Zhulali, Agim Doçi                   |
| 12          | Kujtim Prodani & Jo Artid Fejzo              | "Nostalgji"                   | Kujtim Prodani, Agim Doci                   |
| 13          | Dorina Garuci, Arber Arapi & Marsida Saraci  | "Dite një jetë"               | Dorian Nini, Pandi Laço                     |
| 14          | Burn & Aleksander Gjoka                      | "Jam i pari i jettes sime"    | Stivart Cela & Renis Gjoka, Big Basta       |
| 15          | Agim Poshka & Eranda Libohova                | "Fajtor për ngrohjen globale" | Agim Poshka, Olsen Maze                     |
| 16          | West Side Family & Aurela Gaçe               | "Jehonë"                      | Dr. Flori, Klodian Qafoku                   |
| 17          | Adelina Thaci & Teuta Kurti                  | "Oret e fundit"               | Alfred Kacinari                             |
| 18          | Vedat Ademi & Samanta Karavello              | "Po me prite ti"              | Kledi Bahiti, Alban Male                    |
| 19          | Julian Lekoçaj & Kamela Islamaj              | "Nuk je ti"                   | Julian Lekoçaj                              |
| 20          | Soni Malaj & Getoar Selimi                   | "Zona zero"                   | Florian Mumajesi                            |

### Finale
De finale van Festivali i Këngës 4 werd gehouden op 21 December. De winnaar werd gekozen door een zevenkoppige jury , die punten gaven van 20 tot 1. 20 punten voor hun favoriete lied en 1 punt voor hun minst favoriete lied.
Kesji Tola was de winnares van het festival met 126 punten. Het podium werd vervolmaakt door Juliana Pasha en Luiz Ejilli met elk 119 punten en West Side Family met 118 punten
| Startplaats | Artiest                       | Lied                          | Composer                                    | Punten | Plaats |
| ----------- | ----------------------------- | ----------------------------- | ------------------------------------------- | ------ | ------ |
| 1           | West Side Family              | "Jehonë"                      | Dr. Flori, Klodian Qafoku                   | 118    | 3      |
| 2           | Soni Malaj                    | "Zona zero"                   | Florian Mumajesi                            | 44     | 16     |
| 3           | Juliana Pasha & Luiz Ejlli    | "Nje jetë"                    | Shpetim Saraçi, Turian Hyskaj               | 119    | 2      |
| 4           | Kujtim Prodani                | "Nostalgji"                   | Kujtim Prodani, Agim Doci                   | 24     | 18     |
| 5           | Emi Bogdo                     | "Kur buzet henen e kafshojn"  | Emi Bogdo, Klodian Qafoku                   | 43     | 17     |
| 6           | Erga Halilaj                  | "Dikush mungon"               | Kristi Popa, Florion Zyko                   | 63     | 11     |
| 7           | Marjeta Billo                 | "Era e tokës"                 | Adrian Hila, Pandi Laço                     | 106    | 5      |
| 8           | Adelina Thaci                 | "Oret e fundit"               | Alfred Kacinari                             | 91     | 8      |
| 9           | Rovena Dilo & Eugent Bushpepa | "S'jam balade"                | Armend Rexhepagiqi, Aida Baraku             | 60     | 12     |
| 10          | Dorina Garuci                 | "Dite një jetë"               | Dorian Nini, Pandi Laço                     | 92     | 7      |
| 11          | Endri & Stefi Prifti          | "Ti bere faj"                 | Josif Minga, Skender Rusi                   | 91     | 8      |
| 12          | Kejsi Tola                    | "Më merr në ëndërr"           | Edmond Zhulali, Agim Doçi                   | 126    | 1      |
| 13          | Era Rusi                      | "Shpirt i humbur"             | Arsen Nasi & Bledar Skenderi, Irma Libohova | 50     | 15     |
| 14          | Julian Lekoçaj                | "Nuk je ti"                   | Julian Lekoçaj                              | 17     | 20     |
| 15          | Shpat Kasapi                  | "Aromë mediterane"            | Gent Myftarai, Pandi Laço                   | 22     | 19     |
| 16          | Evis Mula                     | "Unë jam dashuria"            | Luan Zhegu, Agim Doçi                       | 91     | 8      |
| 17          | Burn                          | "Jam i pari i jettes sime"    | Stivart Cela & Renis Gjoka, Big Basta       | 96     | 6      |
| 18          | Vedat Ademi                   | "Po me prite ti"              | Kledi Bahiti, Alban Male                    | 51     | 14     |
| 19          | Agim Poshka                   | "Fajtor për ngrohjen globale" | Agim Poshka, Olsen Maze                     | 56     | 13     |
| 20          | Besa Kokedhima                | "Ajer"                        | Alban Male, Olti Curri                      | 109    | 4      |

## In Moskou
Albanië trad aan in de tweede halve finale op 14 mei. Kesji Tola kreeg genoeg punten om door te gaan naar de finale. In de finale trad ze op als 19de net na  Turkije en voor  Noorwegen. Nadat alle stemmen waren geteld, eindigde Albanië als 17de met 48 punten.

### Gekregen punten

#### Halve finale 2
| 12 punten                                         | 10 punten               | 8 punten   | 7 punten   | 6 punten             |
| ------------------------------------------------- | ----------------------- | ---------- | ---------- | -------------------- |
|                                                   | - Griekenland - Kroatië |            | - Slovenië | - Polen - Denemarken |
| 5 punten                                          | 4 punten                | 3 punten   | 2 punten   | 1 punt               |
| - Noorwegen - Azerbeidzjan - Moldavië - Frankrijk | - Slowakije - Hongarije | - Oekraïne | - Rusland  | - Nederland          |

#### Finale
| 12 punten | 10 punten | 8 punten | 7 punten                                     | 6 punten           |
| --------- | --------- | -------- | -------------------------------------------- | ------------------ |
|           | - Turkije |          | - Griekenland - Montenegro - Noord-Macedonië | - Zwitserland      |
| 5 punten  | 4 punten  | 3 punten | 2 punten                                     | 1 punt             |
| - Kroatië |           |          | - Slovenië - Hongarije                       | - Zweden - Estland |

### Punten gegeven door Albanië

#### Halve finale 2
Punten gegeven in de tweede halve finale:
| 12 punten | Griekenland |
| 10 punten | Nederland   |
| 8 punten  | Noorwegen   |
| 7 punten  | Ierland     |
| 6 punten  | Polen       |
| 5 punten  | Denemarken  |
| 4 punten  | Slowakije   |
| 3 punten  | Hongarije   |
| 2 punten  | Slovenië    |
| 1 punt    | Kroatië     |

#### Finale
Punten gegeven in de finale:
| 12 punten | Griekenland           |
| 10 punten | Turkije               |
| 8 punten  | Verenigd Koninkrijk   |
| 7 punten  | Noorwegen             |
| 6 punten  | IJsland               |
| 5 punten  | Bosnië en Herzegovina |
| 4 punten  | Azerbeidzjan          |
| 3 punten  | Duitsland             |
| 2 punten  | Frankrijk             |
| 1 punt    | Zweden                |